# Вранское озеро (Црес)
Вра́нское озеро (хорв. Vransko jezero) — озеро в Хорватии на острове Црес, в жупании Приморье — Горски-Котар. Находится в центральной части острова в 12 км к югу от города Црес. Важнейший источник пресной воды в регионе.
Площадь озера — 5,8 км², длина — 7 км, ширина до 1,5 км. Вранское озеро — шестой по площади водоём Хорватии и третье по величине естественное озеро. Наибольшая глубина — 74 метра, среди озёр Хорватии площадью более 0,2 км² озеро на Цресе самое глубокое. Высота уреза воды над уровнем моря — 16 метров, но испытывает сезонные колебания до полуметра. Озеро имеет овальную форму, вытянуто с севера на юг. Окружено холмами, высочайшие из них Элмо (483 м) и Перскра (429 м). В озере обитают щуки, карпы и лини.
Для крайне бедного пресной водой региона Вранское озеро, содержащее благодаря своей глубине 200 миллионов кубометров чистой пресной воды, исключительно важно в плане снабжения населения питьевой водой. Водовод от озера, питающий город Црес, был построен в 1953 году. Десятью годами позже подача воды из Вранского озера была организована на соседний остров Лошинь, в Мали-Лошинь и Вели-Лошинь. В настоящее время Вранское озеро обеспечивает питьевой водой всё население двух островов, причём его вода настолько чистая, что она даже не проходит фильтрацию и санобработку перед подачей в водопровод. Чистота воды озера под контролем, на его берегах запрещено пасти скот и вести сельхоздеятельность с использованием удобрений, запрещён кемпинг и выбрасывание любого мусора.
По своему происхождению Вранское озеро — затопленная водой криптодепрессионная впадина. Глубочайшая точка озера лежит на 58 метров ниже уровня моря.